# ITF Women's Circuit Thurgau 2014
L'ITF Women's Circuit Thurgau 2014 è stato un torneo di tennis facente parte della categoria ITF Women's Circuit nell'ambito dell'ITF Women's Circuit 2014. Il torneo si è giocato a Kreuzlingen in Svizzera dal 17 al 23 febbraio 2014 su campi in sintetico indoor e aveva un montepremi di $25,000.

## Vincitrici

### Singolare
Michaëlla Krajicek ha battuto in finale  Timea Bacsinszky con il punteggio di 6–4, 7–6(7–5)

### Doppio
Eva Birnerová /  Michaëlla Krajicek hanno battuto in finale  Aleksandra Krunić /  Amra Sadiković con il punteggio di 6–1, 4–6, [10–6]